# Спонзори Европског првенства у фудбалу 2024.
Спонзори Европског првенства у фудбалу 2024. су компаније које  су спонзорисале првенство 2024. у Њемачкој и били су подијељени у неколико група. Главни спонзори су били партнери Уефе, међу којима су Adidas, The Coca-Cola Company, Alibaba Group, Lidl, и Hisense. Остали спонзори су били подијељени у три групе, за тржиште Њемачке, Сједињених Америчких Држава и Кине.
УЕФА је први пут у историји Европског првенства користила виртуелно оглашавање. Дејвид Бекам је постао амбасадор компаније AliExpress за првенство.

## Спонзори

### Глобални спонзори
Званични глобални спонзори:
- [5][6] (Alipay, AliExpress и брендови WorldFirst)
- [7]
- [8]
- [9]
- [10]
- [11]
- [12]
- [13]
- [14]
- [15]
- [16]

### Њемачки спонзори
Званични њемачки национални спонзори:
- [17]
- [18]
- [19]
- [20]
- [21]